# Pianiga
Pianiga (Pianiga in veneto) è un comune italiano di 12 243 abitanti della città metropolitana di Venezia in Veneto.

## Geografia fisica

### Territorio
Il territorio di Pianiga è inserito nel graticolato romano. Oltre al capoluogo (3 000 abitanti), comprende le frazioni di Cazzago (4 300 ab.), Mellaredo (2 627 ab.) e Rivale (1 185 ab.).

## Storia
Pur essendo probabile la frequentazione del territorio in epoca preistorica, i primi insediamenti stabili nell'odierna Pianiga dovrebbero collocarsi al tempo dei Romani, che assoggettarono il territorio tra il III e il II secolo a.C. Sono ancora evidentissimi i segni della centuriazione (il cosiddetto graticolato romano) e lo stesso toponimo dovrebbe derivare da quello di un proprietario terriero, tale Pellius o Oppilius
Pianiga comincia a comparire nei documenti a partire dall'alto medioevo, quando divenne possedimento di enti ecclesiastici. Nella zona si estendevano fondi dell'abbazia di Sant'Ilario di Gambarare, del monastero di San Cipriano di Murano e dei monasteri padovani di Santo Stefano, della Misericordia e di Santa Maria Mater Domini. Ebbe numerosi terreni anche la chiesa di San Martino, attuale parrocchiale, di cui si hanno notizie a partire dalla metà del XII secolo.
Dal punto di vista politico, Pianiga faceva parte del comune di Padova. Ne seguì le sorti quando, nel 1405, passò nell'orbita della Repubblica di Venezia che la inquadrò nel vicariato di Mirano, a sua volta parte del territorio Padovano. A partire dal Cinquecento si ebbe un'evoluzione dell'economia, con il miglioramento delle tecniche di coltivazione, l'introduzione di nuove produzioni (come la tessitura della lana e la bachicoltura) e la realizzazione di opere di bonifica. Questi eventi destarono l'interesse degli aristocratici veneziani e padovani, che sostituirono gradualmente gli enti ecclesiastici nella proprietà terriera.
Con la caduta della Repubblica di Venezia, fu coinvolta nei turbolenti eventi che videro l'avvicendarsi dei domini francese e austriaco. Nel 1806, in epoca napoleonica, furono istituiti gli odierni comuni, ma i confini di Pianiga variarono molto negli anni e furono definitivamente sistemati solo dagli Austriaci (quando venne staccata Ballò e aggiunta Mellaredo). Con la restaurazione il comune divenne parte del Regno Lombardo-Veneto.
Nel 1848 anche Pianiga prese parte alla rivoluzione veneta e il 23 marzo apparve il seguente comunicato, firmato dal «cittadino estensore» Vincenzo Pinton: «Nella liberazione di Venezia, i popoli delle città e delle campagne riconoscono la propria liberazione. La gioia è al colmo, del pari che l'entusiasmo. Il più buono spirito regna da per tutto. La guardia nazionale è organizzata e pronta a prestare servigii. Tutti gli occhi sono rivolti al nuovo Governo, la cui esitazione in questo momento sarebbe dannosa, pericolosissima. Ogni ritardo può produrre conseguenze le più sinistre. Fa duopo che il Governo governi. L'effetto il più meraviglioso produrranno sul morale dei popoli e su quello dei presidii austriaci, i suoi Decreti. L'isolamento sarebbe la più fatale di tutte le idee!
Pensi il governo che una grande malleveria sta per aggravarsi su lui. Pensi esso, ma operi soprattutto!»
Si annunciava quindi la nascita di una guardia civica e si chiedeva l'annessione del paese alla Repubblica di San Marco (nella speranza di riuscire a mantenere l'ordine e il controllo sul territorio), tuttavia con la prosecuzione della prima guerra d'indipendenza anche questa zona fu riconquistata dagli austriaci.
Nel 1853 il comune passò dalla provincia di Padova a quella di provincia di Venezia.
Nel 1866, col resto del Veneto, Pianiga fu annessa al Regno d'Italia.
Nei difficili anni della seconda guerra mondiale, il parroco di Rivale, don Sante Ferronato, seppe mediare con buonsenso i dissapori all'intero della comunità e in seguito gli venne intitolata una via.
L'8 luglio 2015 una violenta tromba d'aria, di grado EF4 della Scala Fujita, ha coinvolto il comune di Pianiga, altresì quelli di Dolo e Mira. Il tornado ha percorso 11.5 km e ha avuto una larghezza variabile dai 500 m al chilometro. Vi sono stati gravi danni materiali a case, automobili e infrastrutture nonché una vittima, 72 feriti e alcune centinaia di sfollati.

### Simboli
Lo stemma e il gonfalone del comune di Pianiga sono stati concessi con decreto del presidente della Repubblica del 7 giugno 1962.
Il gonfalone è un drappo troncato di bianco e di azzurro.

## Monumenti e luoghi d'interesse

### Ville venete
- Villa Querini Calzavara Pinton, edificio del 1700 acquistato e restaurato dal comune ed inaugurato l'11 giugno 2017. È la sede della biblioteca comunale[11].
- Villa Albarea con barchesse e parco, nell'omonima località; l'impianto risale al XVIII secolo[12].
- Villa Viterbi, complesso del XVI secolo, posto sul lato opposto alla chiesa di Mellaredo, lungo la strada statale.

### Chiese parrocchiali
Il comune aggrega i territori di competenza di quattro storiche parrocchie della diocesi di Padova: Cazzago, Mellaredo, Pianiga, Rivale. I monumenti principali di queste comunità sono le chiese.

#### Pianiga

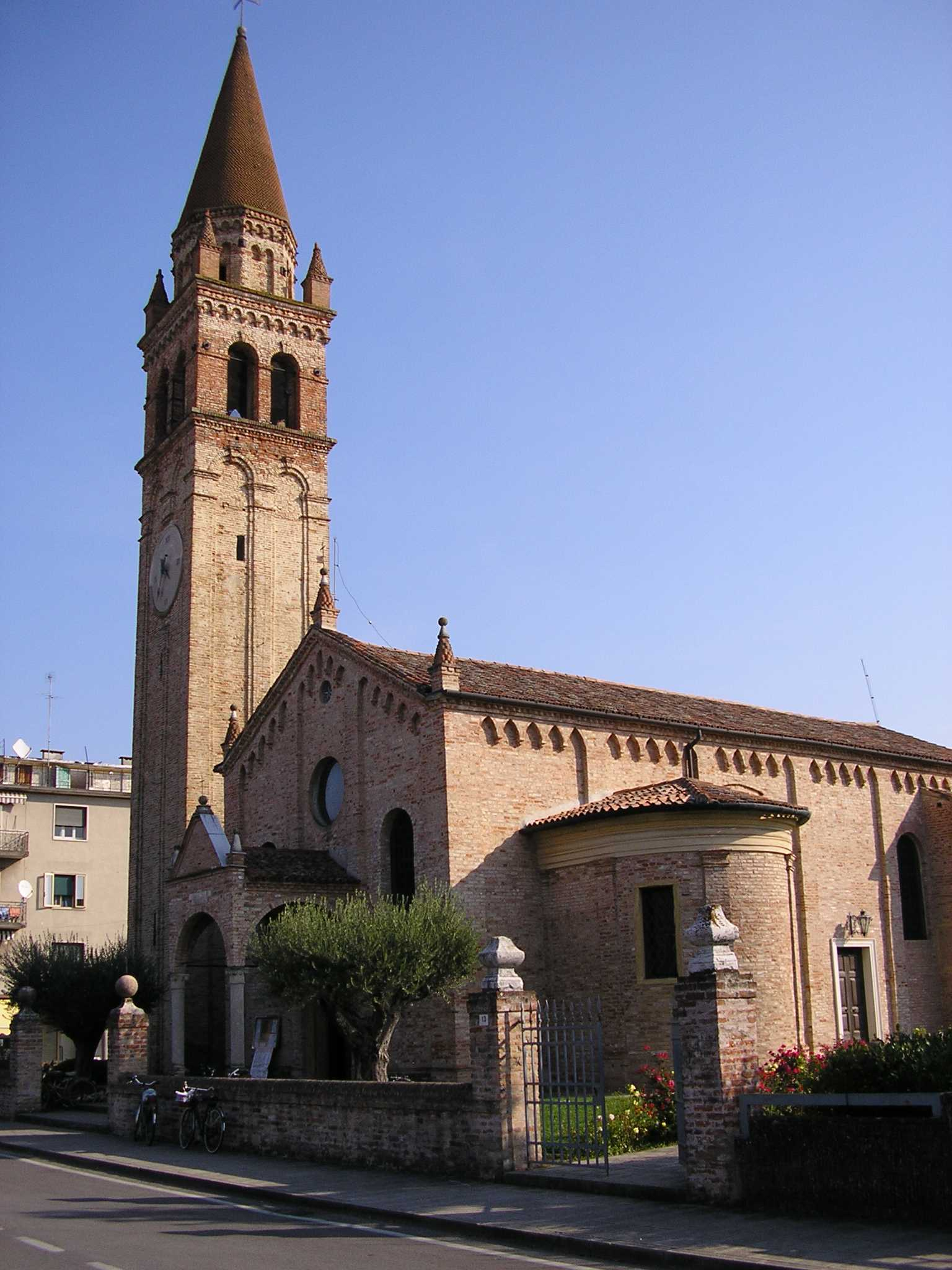
La chiesa di San Martino di Tours a Pianiga

La chiesa di Pianiga, dedicata a San Martino di Tours, è uno degli edifici religiosi più antichi di questa zona della città metropolitana di Venezia, risalente al XIII secolo, esempio di architettura romanica con ravvisabili influssi gotici.

#### Cazzago
Anche la parrocchia di Cazzago è consacrata a San Martino. L'edificio è stato ristrutturato nel 2007 a cura degli architetti Cattaruzza e Millosevich. Presso la parrocchia è conservato il quadro Madonna con Bambino tra gli ulivi del pittore Luigi Martignon.

#### Mellaredo

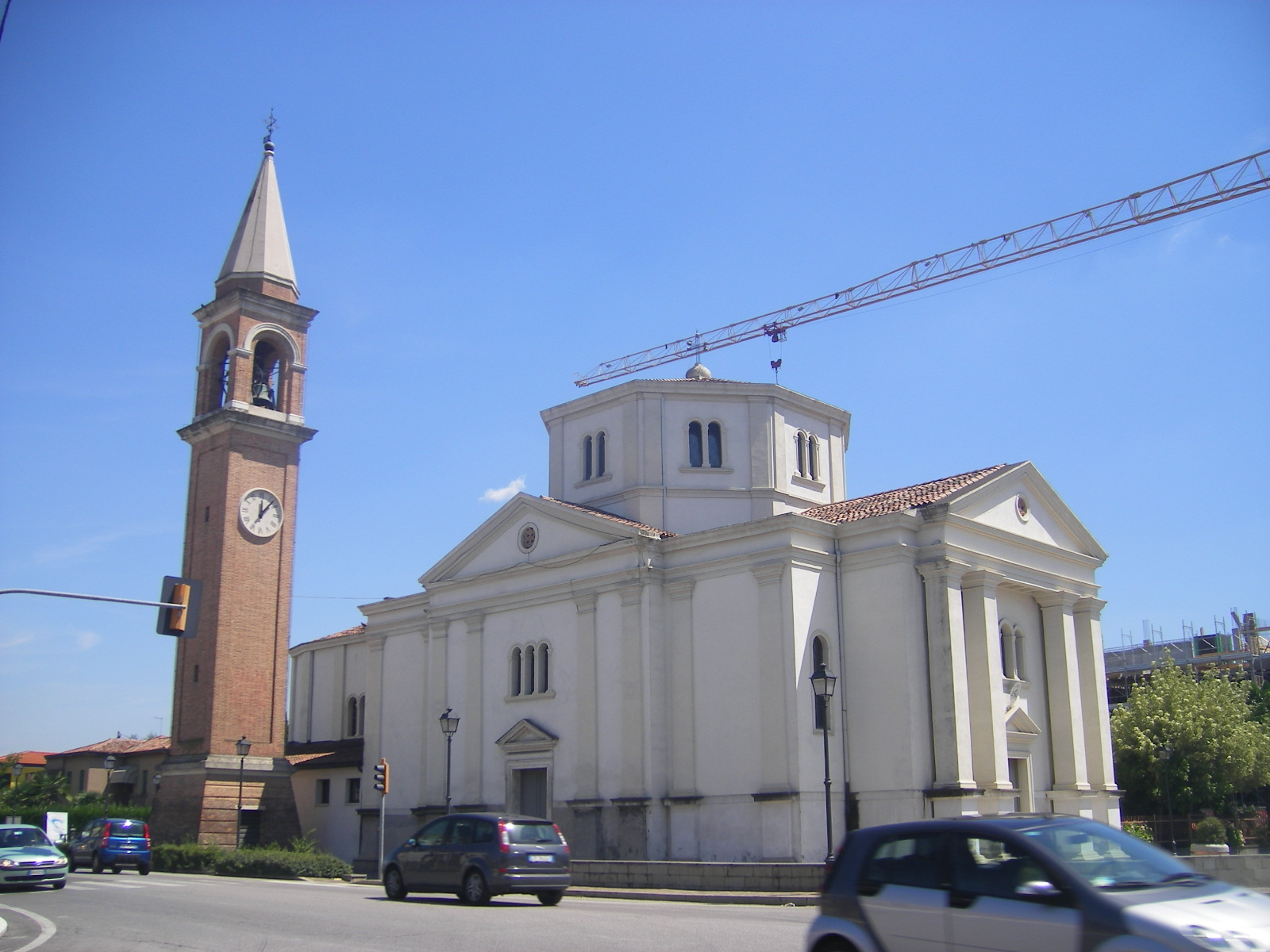
La chiesa parrocchiale di San Giovanni Battista a Mellaredo

A Mellaredo sorge la chiesa parrocchiale di San Giovanni Battista. Essa fu riedificata dalle monache del convento di Santa Maria Misericordia di Padova nel 1713. Dopo che Napoleone soppresse il monastero le proprietà (compresa la chiesa) diventò statale e per questo motivo il campanile fu costruito tra il 1869-1871)  dal nuovo Regno d'Italia. L'attuale chiesa fu ristrutturata negli anni cinquanta del Novecento.

#### Rivale
La chiesa è dedicata a San Nicola.

## Società

### Evoluzione demografica
Abitanti censiti

I cittadini stranieri residenti sono 888 al 1º gennaio 2021, ammontando al 7,2% della popolazione totale.

## Amministrazione

### Sindaci dal 1946
| Nominativo                                           | Nominativo                                        | Partito / Coalizione                              | Periodo                                           | Elezione                                          |
| Sindaci eletti dal Consiglio comunale (1946-1993)    | Sindaci eletti dal Consiglio comunale (1946-1993) | Sindaci eletti dal Consiglio comunale (1946-1993) | Sindaci eletti dal Consiglio comunale (1946-1993) | Sindaci eletti dal Consiglio comunale (1946-1993) |
| ---------------------------------------------------- | ------------------------------------------------- | ------------------------------------------------- | ------------------------------------------------- | ------------------------------------------------- |
|                                                      | Antonio Artusi                                    | Democrazia Cristiana                              | 1946                                              | 1946                                              |
|                                                      | Valentino Pretto                                  | Democrazia Cristiana                              | 1946-1947                                         | (1946)                                            |
|                                                      | Giuseppe Temporin                                 | Democrazia Cristiana                              | 1947-1950                                         | (1946)                                            |
|                                                      | Pasquale Carraro                                  | Democrazia Cristiana                              | 1950-1951                                         | (1946)                                            |
|                                                      | Dino Gallo                                        | Democrazia Cristiana                              | 1951-1956                                         | 1951                                              |
|                                                      | Orlando Di Biagi                                  | Democrazia Cristiana                              | 1956-1962                                         | 1956                                              |
| 1960                                                 | Orlando Di Biagi                                  | Democrazia Cristiana                              | 1956-1962                                         |                                                   |
|                                                      | Luigi Rossato                                     | Democrazia Cristiana                              | 1962-1964                                         | (1960)                                            |
|                                                      | Orlando Di Biagi                                  | Democrazia Cristiana                              | 1964-1968                                         | 1964                                              |
|                                                      | Lino Zampieri                                     | Democrazia Cristiana                              | 1968-1971                                         | (1964)                                            |
| 1970                                                 | Lino Zampieri                                     | Democrazia Cristiana                              | 1968-1971                                         |                                                   |
|                                                      | Danilo Carraro                                    | Democrazia Cristiana                              | 1971-1974                                         | (1970)                                            |
|                                                      | Filippo Balan                                     | Democrazia Cristiana                              | 1974                                              | (1970)                                            |
|                                                      | Lino Minto                                        | Democrazia Cristiana                              | 1974-1979                                         | (1970)                                            |
| 1975                                                 | Lino Minto                                        | Democrazia Cristiana                              | 1974-1979                                         |                                                   |
|                                                      | Franco Artusi                                     | Democrazia Cristiana                              | 1979-1980                                         | (1975)                                            |
|                                                      | Giovanni Mantoan                                  | Democrazia Cristiana                              | 1980-1984                                         | 1980                                              |
|                                                      | Antonio Bello                                     | Democrazia Cristiana                              | 1984-1985                                         | (1980)                                            |
|                                                      | Egidio Pertile                                    | Democrazia Cristiana                              | 1985-1992                                         | 1985                                              |
|                                                      | Egidio Pertile                                    | Lista civica                                      | 1985-1992                                         | 1990                                              |
|                                                      | Giuseppe Panizza                                  | Lista civica                                      | 1992-1993                                         | (1990)                                            |
|                                                      | Enrico Caterino (Commiss. prefettizio)            | -                                                 | 1993                                              | -                                                 |
| Sindaci eletti direttamente dai cittadini (dal 1993) |                                                   |                                                   |                                                   |                                                   |
|                                                      | Dino Stocco                                       | Lega Nord - LV                                    | 1993-1994                                         | 1993                                              |
|                                                      | Guido Pavia (Vicesindaco f.f.)                    | Lega Nord - LV                                    | 1994                                              | (1993)                                            |
|                                                      | Dino Stocco                                       | Centro-destra (LN / LV)                           | 1994-1998                                         | 1994                                              |
|                                                      | Antonio Di Luzio                                  | Centro-destra (LN / LV)                           | 1998-2008                                         | 1998                                              |
| 2003                                                 | Antonio Di Luzio                                  | Centro-destra (LN / LV)                           | 1998-2008                                         |                                                   |
|                                                      | Massimo Calzavara                                 | Centro-destra                                     | 2008-2018                                         | 2008                                              |
| 2013                                                 | Massimo Calzavara                                 | Centro-destra                                     | 2008-2018                                         |                                                   |
|                                                      | Federico Calzavara                                | Centro-destra                                     | 2018-2023                                         | 2018                                              |
|                                                      | Massimo Calzavara                                 | Centro-destra                                     | 2023-in carica                                    | 2023                                              |

### Gemellaggi
- Giebelstadt

## Sport

### Team automobilistico
Il Team Durango è stata una squadra italiana con sede a Mellaredo. Ha partecipato ad alcune edizioni della 24 ore di Le Mans, Campionato mondiale sportprototipi, GP2 Series, GP2 Asia Series, Formula 3000, Formula Renault e Auto GP.